# Praça do Entroncamento
A Praça do Entroncamento é uma praça localizada no bairro das Graças, Recife, Pernambuco.
Foi projetada e construída em 1925 em frente ao que antes foi o hotel de Delmiro Gouveia e fazia parte do projeto recreativo deste.
Teve sua construção executada no governo de Sérgio Loreto, tendo como prefeito o engenheiro Antônio de Góis. O projeto antecedeu o que foi denominado Paisagismo Moderno, lançando bases para o paisagismo depois projetado e executado pelo paisagista moderno Roberto Burle Marx.
Em 2016, a praça do Entroncamento foi declarada, juntamente com outras 14 praças de Burle Marx, "jardim histórico" pela prefeitura do Recife.

## História
Tempos atrás, a atual Praça do Entroncamento representava a interseção de vias férreas (as maxambombas) - a do Arraial, a da Várzea e a de Dois Irmãos.  A denominação Entroncamento foi colocada pela população recifense, da mesma forma que se colocou o nome no bairro da Encruzilhada.
Fica na confluência de vários logradouros: avenida Rui Barbosa, rua Amaro Bezerra, avenida Conselheiro Rosa e Silva e rua Tenente Bandeira.
Em seu centro, foi projetada um fonte de ferro, em estilo neoclássico, apresentando uma coluna esguia, com folhas e flores, e uma mulher e gárgulas, mais no alto, de onde escoa água.
A Praça foi inaugurada na gestão do Prefeito Antônio Correia de Góis, com o nome oficial de Praça Correia de Araújo, uma homenagem ao governador de Pernambuco Joaquim Correia de Araújo, de 1896. Há uma fonte no centro da praça, com uma inscrição, na sua base, com as informações de data de inauguração e o nome do prefeito de então.
Ao redor da fonte, pode ser apreciado um círculo de palmeiras.